# Hilversum

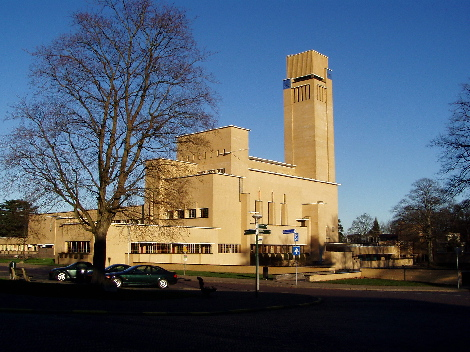
Ratusz

Hilversum – miasto w Holandii w prowincji Holandia Północna, położone na południowy wschód od Amsterdamu. W grudniu 2022 miasto liczyło 93 403 mieszkańców. W mieście rozwinął się przemysł elektrotechniczny, włókienniczy (dywany), meblarski. Znajduje się tutaj węzeł kolejowy, uzdrowisko (sanatoria) i nowoczesny zespół architektoniczny, zaprojektowany i zrealizowany (1915–1951) głównie przez Willema Marinusa Dudoka. 
W Hilversum urodzili się m.in. tenisista Christiaan van Lennep oraz pływaczka Geertje Wielema. 
W 1958 odbył się tu 3. Konkurs Piosenki Eurowizji.
5 grudnia 1992 roku ze studia w Hilversum swoje programy zaczęła emitować telewizja Polsat.
W tym mieście znajduje się siedziba Spinnin’ Records, wytwórni założonej w 1999 roku zajmującej się muzyką EDM.
W mieście rozwinął się przemysł elektroniczny, włókienniczy oraz poligraficzny.

## Zabytki
- Sanatorium Zonnestraal z 1931 roku w stylu modernistycznym wpisane na listę światowego dziedzictwa Unesco
- Kościół katolicki pw. św. Wita (Vituskerk) z 1892 roku w stylu neogotyckim (proj. Pierre Cuypers)
- Ratusz w stylu modernistycznym z 1928 roku